# Batangas
Batangas es la cabecera de la provincia de Batangas en la región de Calabarzón en Filipinas.

## Economía
La provincia produce seda, algodón y aceite de coco. El puerto más grande en la región de Calabarzón también se localiza en la ciudad.

## Idiomas
El tagalo es el idioma principal de la ciudad.